# Instituto de Pesquisa Polar Scott

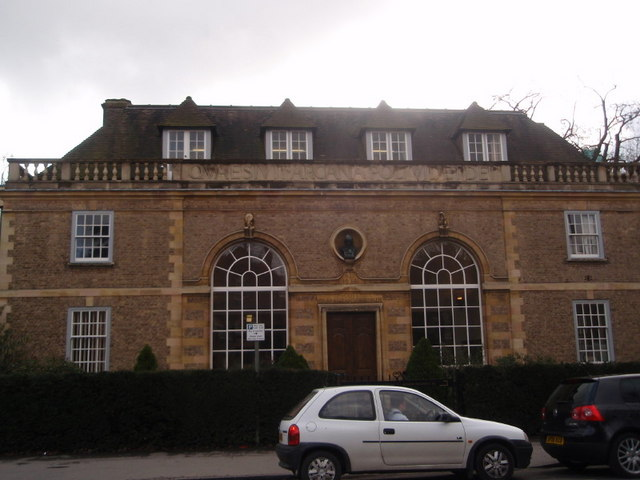
Edifício sede do Instituto de Pesquisa Polar Scott, em Cambridge.

Instituto de Pesquisa Polar Scott (em inglês:Scott Polar Research Institute (SPRI)) é um centro de pesquisa sobre as regiões polares e glaciologia. O Instituto faz parte de Departamento de Geografia da Universidade de Cambridge, localizado na Estrada Lensfield ao sul de Cambridge.

## Área de atuação
O Scott Polar Research Institute (SPRI) foi fundada em 1920 em memória ao capitão Robert Falcon Scott (1868-1912) e seus companheiros, que morreram em sua viagem de retorno do Polo Sul em 1912. O Instituto de pesquisa investiga questões relevantes para o Ártico e Antártica no campo das ciências ambientais, ciências sociais e humanidades. Os trabalhos são conduzidos por cerca de 60 pessoas. Fazem parte do grupo acadêmicos, equipe de apoio, mais estudantes de pós-graduação, associados e companheiros ligados a programas de pesquisa. Os trabalhos estão apoiados em uma ampla biblioteca temática.